# Nagrody Telewizyjne Towarzystwa Sztuk Filmowych i Telewizyjnych 1962

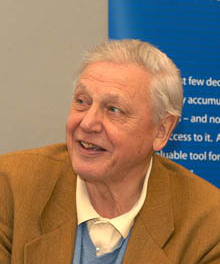
David Attenborough, laureat Nagrody Specjalnej (zdjęcie z 2003)

Rupert Davies, najlepszy aktor

Nagrody Telewizyjne Towarzystwa Sztuk Filmowych i Telewizyjnych 1962 – ósma edycja nagród, znanych od 1976 jako Nagrody Telewizyjne Akademii Brytyjskiej, zorganizowana w 1962 roku. W porównaniu do poprzedniej edycji w strukturze kategorii zaszły dwie zmiany: po rocznej przerwie przywrócono pozakonkursową Nagrodę Specjalną, zniknęła natomiast kategoria "najlepsza osobowość". 

## Lista laureatów
- Najlepszy aktor: Rupert Davies
- Najlepsza aktorka: Ruth Dunning
- Najlepszy artysta rozrywkowy: Eric Sykes
- Najlepszy scenarzysta: Giles Cooper
- Najlepszy scenograf: Voytek
- Najlepszy producent dramatyczny: Andrew Osborn
- Najlepszy producent rozrywkowy: George Inns
- Najlepszy producent publicystyczny: Tim Hewat
- Najlepszy producent informacyjny: Bill Allenby
- Nagroda im. Desmonda Davisa: Michael Barry
- Nagroda Specjalna: David Attenborough